# Марано Вичентино
Мара̀но Вичентѝно (на италиански: Marano Vicentino; на венециански: Maràn, Маран) е град и община в Северна Италия, провинция Виченца, регион Венето. Разположен е на 136 m надморска височина. Населението на общината е 9515 души (към 2015 г.).